# Wiesław Ambros
Wiesław Ambros (ur. 6 marca 1951 lub 1953 w Elblągu, zm. 14 września 2020 w Bytomiu) – krytyk kulinarny. Szef kuchni oraz juror kulinarny. Prezes Polskiej Akademii Sztuki Kulinarnej. Hiszpan z pochodzenia, Polak z wyboru. Propagator i znawca kuchni polskiej.

## Dzieciństwo i edukacja
Krótko po urodzeniu wraz z ojcem, który był Hiszpanem przeprowadził się do Hiszpanii, gdzie wychował się i dorastał. W 1987 przerwał studia w Hiszpanii i przeprowadził się z powrotem na stałe do Polski, otrzymując polskie obywatelstwo. Rozpoczął wówczas studia na Akademii Morskiej w Gdyni na specjalizacji Hotelarstwo, Turystyka i Gastronomia na Statkach i Promach. Dalsze kwalifikacje w gastronomii podnosił między innymi w Le Cordon Bleu w Paryżu oraz pod okiem słynnego mistrza kulinarnego i szefa kuchni Santi Santamaria, którego restauracja jako pierwsza w Katalonii została odznaczona trzema gwiazdkami Przewodnika Michelin.

## Kariera
Swoją przygodę z gotowaniem rozpoczął hobbystycznie już jako 13-latek. Po zakończeniu studiów i praktyk zawodowych gromadził doświadczenie jako pracownik, a następnie konsultant i doradca wielu renomowanych restauracji i hoteli na całym świecie.
Poza granicami Europy w branży HoReCa pracował m.in. dla takich obiektów jak hotel Waldorf Astoria w Nowym Jorku, w uchodzącym za najbardziej luksusowy na świecie siedmiogwiazdkowym Hotel Emirates Palace w Abu Zabi oraz w Dubaju, w słynnym żaglowcu Burdż al-Arab w restauracji śródziemnomorskiej Majlis Al Bahar. W Europie pracował m.in. dla pięciogwiazdkowego hotelu InterContinental w Moskwie, Holiday Inn w Madrycie, Maritim i Europa Park w Berlinie oraz w Pałacu Bursztynowym we Włocławku.
Jako absolwent szkoły morskiej w specjalizacji gastronomii i hotelarstwa zdobywał również doświadczenie na stanowisku intendenta na statkach wycieczkowych na trasach Los Angeles – Acapulco.
Wiesław Ambros był również wielokrotnym gościem i prowadzącym programów kulinarnych. Zasiadał m.in. w jury kulinarnego talent show „8 Smaków Europy” oraz był prowadzącym programu „Śląskie od Kuchni”. Obydwa programy emitowane były na antenie telewizji TVS.
W roku 2007, jako współzałożyciel utworzył Polską Akademię Sztuki Kulinarnej, której jest Prezesem.
6 marca 2016 w Zakopanem obchodził 50-lecie aktywnej pracy zawodowej.

## Ważne tytuły i odznaczenia
- Tytuł doktora Honoris Causa nadany przez Odeską Narodową Akademię Przemysłu Spożywczego
- Honorowe odznaczenie francuskiego stowarzyszenia kucharzy Les Toques Blanches du Roussillon
- Członek WACS World Association of Chefs’ Societies
- Tytuł mistrza Świata w kuchni Myśliwskiej
- Jest dwukrotnym mistrzem Polski kuchni Śląskiej, której jest aktywnym promotorem
- Złoty Krzyż Zasługi za wkład w promocję i rozwój kuchni polskiej
- Medal Komisji Edukacji Narodowej za wkład w kształcenie kulinarne młodych Polaków
- Honorowy członek Stowarzyszenia Serbskich Kucharzy
- Członek Akademii Kulinarnej Królestwa Hiszpanii